# Bukczański Rezerwat Biologiczny
Bukczański Rezerwat Biologiczny (biał. Біялагічны заказнік "Букчанскі"; ros. Республиканский биологический заказник «Букчанский») – rezerwat przyrody położony na Białorusi, chroniący kompleks leśno-bagienny oraz siedliska żurawiny.

## Położenie
Rezerwat położony jest w obwodzie homelskim, w rejonie lelczyckim. Obejmuje duży, niezamieszkany obszar leśno-bagienne Bagno Topiłowskie.
W jego sąsiedztwie położone są Rezerwat Krajobrazowy Błota Olmańskie na wschodzie oraz Rezerwat Wodno-Bagienny Stary Żadzien (na północy). Na południe od rezerwatu przebiega granica z Ukrainą.

## Historia
Rezerwat powstał 16 sierpnia 1979. Obecnie istniejącą formę ochrony przyjął 27 grudnia 2007.

## Biotopy i geomorfologia
Obszar rezerwatu ukształtował się podczas topnienia lądolodów w okresie zlodowaceń plejstoceńskich, za sprawą osadów sandrowych i innych związanych z tym form akumulacji. Teren jest pagórkowaty. Wśród bagien występują suche wyspy, osiągające do 30 m ponad poziom terenu. Brak jest większych rzek.
Rezerwat porastają lasy mieszane, w których dominującymi gatunkami drzew są sosna, brzoza, olcha czarna i dąb. W centralnej części, nieporośniętej lasem, występują bagna. Gleby bielicowe, torfowe i bagienne.

## Fauna i flora
Z szczególnie ważnych przyrodniczo gatunków Bukczański Rezerwat Biologiczny zamieszkują: z ptaków bocian czarny, żuraw zwyczajny i błotniak zbożowy; z ssaków orzesznica leszczynowa i borsuk europejski; z gadów żółw błotny.
Rośliny reprezentują m.in. żurawina drobnoowocowa, sit drobny, borówka bagienna, borówka czarna i borówka brusznica.

## Działalność człowieka
Rezerwat jest dostępny dla turystów. Wyznaczone są piesze i rowerowe szlaki turystyczne. Dozwolone jest łowiectwo oraz w ściśle określonym okresie (przełom lata i jesieni) zbieractwo jagód.